# Arktika (brise-glace, 2016)
Pour les articles homonymes, voir Arktika.
L'Arktika (Arctique), deuxième du nom, est le premier brise-glace à propulsion nucléaire russe d'une nouvelle classe (LK-60Ya (ru)) ou classe Arktika II développée dans le cadre du Project 22220 icebreaker destinée à remplacer les brise-glaces nucléaires existants hérités de l'époque soviétique. Avec une longueur de 173 mètres et un déplacement de 33 540 tonnes, il est nettement plus grand que les navires de la première classe Arktika (148 m et 23 000 t). 
Il est conçu pour surmonter des épaisseurs de glace de 2,8 mètres. Comme les navires de cette classe, il a été construit à Saint-Pétersbourg, où il a été lancé en 2016 et achevé en 2020.
Le navire Arktika est parti de Saint-Pétersbourg le 22 septembre 2020 pour Mourmansk où il a été officiellement mis en exploitation le 21 octobre 2020. Il contribue à faire de la route Mourmansk-Détroit de Béring un itinéraire régulier et à ouvrir la voie aux méthaniers exportant du gaz naturel liquéfié à partir du terminal Yamal LNG.
En 2021, un autre brise-glace du projet 22220 le Sibir est en service, un troisième l'Oural a été lancé, les quilles des quatrième Yakoutia et cinquième Tchoukotka ont été posées au chantier naval de la Baltique à Saint-Pétersbourg, et les sixième et septième sont planifiés.